# Brachionus murphyi
Brachionus murphyi is een raderdiertjessoort uit de familie Brachionidae. De wetenschappelijke naam van deze soort is voor het eerst geldig gepubliceerd in 1989 door Sudzuki.